# Sainte-Hélène (Morbihan)
Sainte-Hélène (bretonisch Santez-Elen) ist eine französische Gemeinde mit 1298 Einwohnern (Stand 1. Januar 2022) im Département Morbihan in der Region Bretagne. Die Bewohner werden französisch Hélénois und Hélénoises genannt.

## Geographie
Die Gemeinde liegt im Südwesten des Départements, ca. zehn Kilometer östlich der Agglomeration von Lorient an der Ria d’Étel.
Sainte-Hélène grenzt im Norden an die Gemeinde Merlevenez, im Nordosten an Nostang, im Osten an Locoal-Mendon, im Südosten und Süden an die Étel-Bucht sowie im Westen an Plouhinec. Die Grenze zur Gemeinde Nostang bildet der als Goah Guillerm benannte Mittellauf des Étel, ehe dieser in seine Ria aufgeht. Der Ort Sainte-Hélène liegt im Westen des Gemeindegebietes. Der Südosten ragt als Halbinsel in die Étel-Bucht.

## Geschichte
Sainte-Hélène wurde im Jahr 1790 als Gemeinde gegründet und gehörte zunächst zum Kanton Kervignac. Im Jahr 1801 wurde die Gemeinde dem Kanton Port-Louis zugeordnet.
Im Rahmen der deutschen Verteidigung der Festung Lorient im Laufe des Zweiten Weltkrieges fand eine Schlacht in Sainte-Hélène statt.

## Bevölkerungsentwicklung
| Jahr                       | 1962 | 1968 | 1975 | 1982 | 1990 | 1999 | 2009 | 2019 |
| Einwohner                  | 696  | 662  | 661  | 957  | 1007 | 906  | 1091 | 1262 |
| Quellen: Cassini und INSEE |      |      |      |      |      |      |      |      |

## Sehenswürdigkeiten
- Pfarrkirche Sainte-Hélène aus dem 18. Jahrhundert
- Brunnen La Fontaine du bourg aus dem 18. Jahrhundert (seit 1935 als Monument historique eingeschrieben)
- Pointe de Mané-Héllec mit Aussicht auf die Ria d’Étel
- Schloss Kerfrézec, vermutlich aus dem 16. Jahrhundert

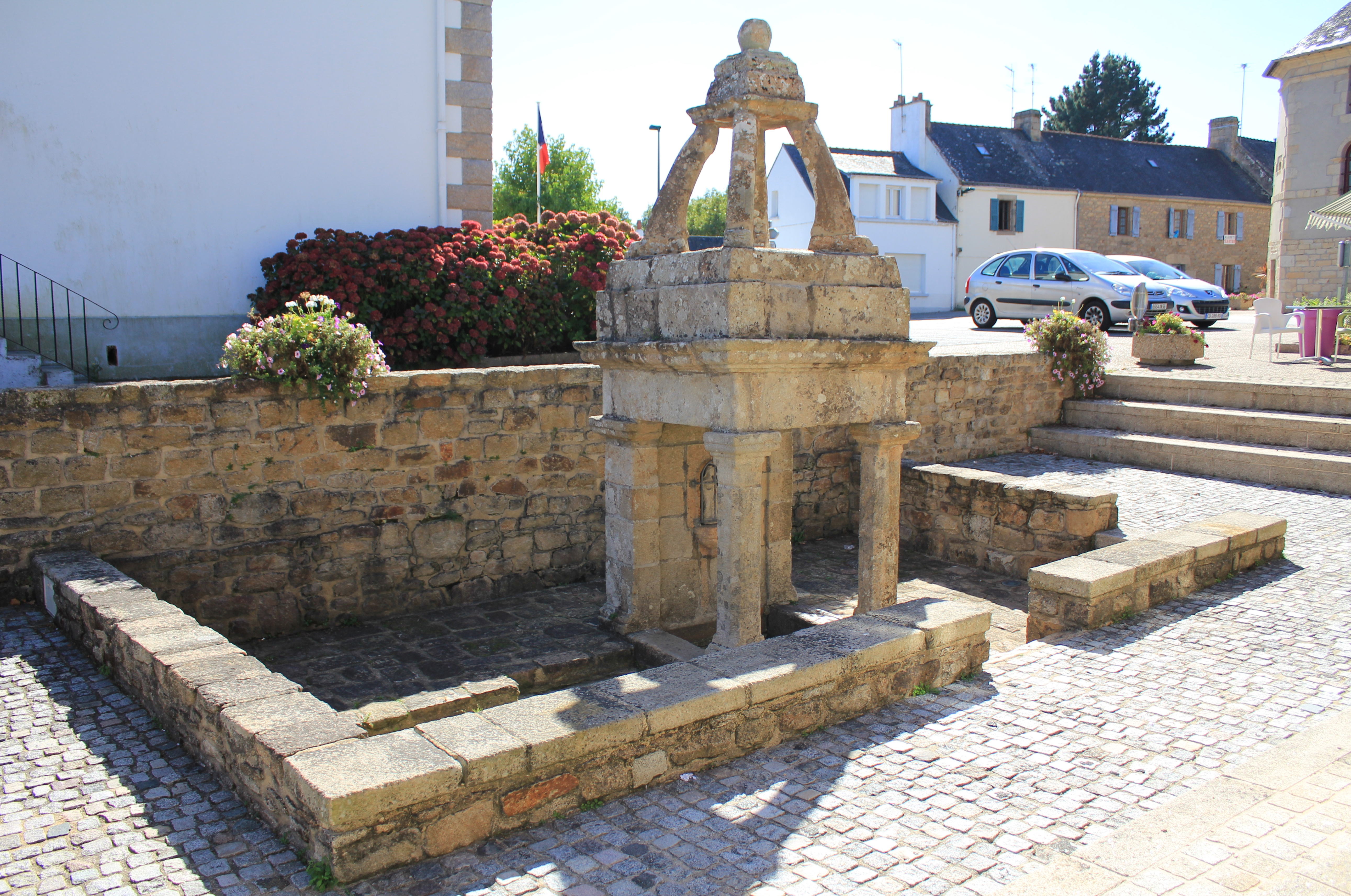
Brunnen Fontaine du bourg

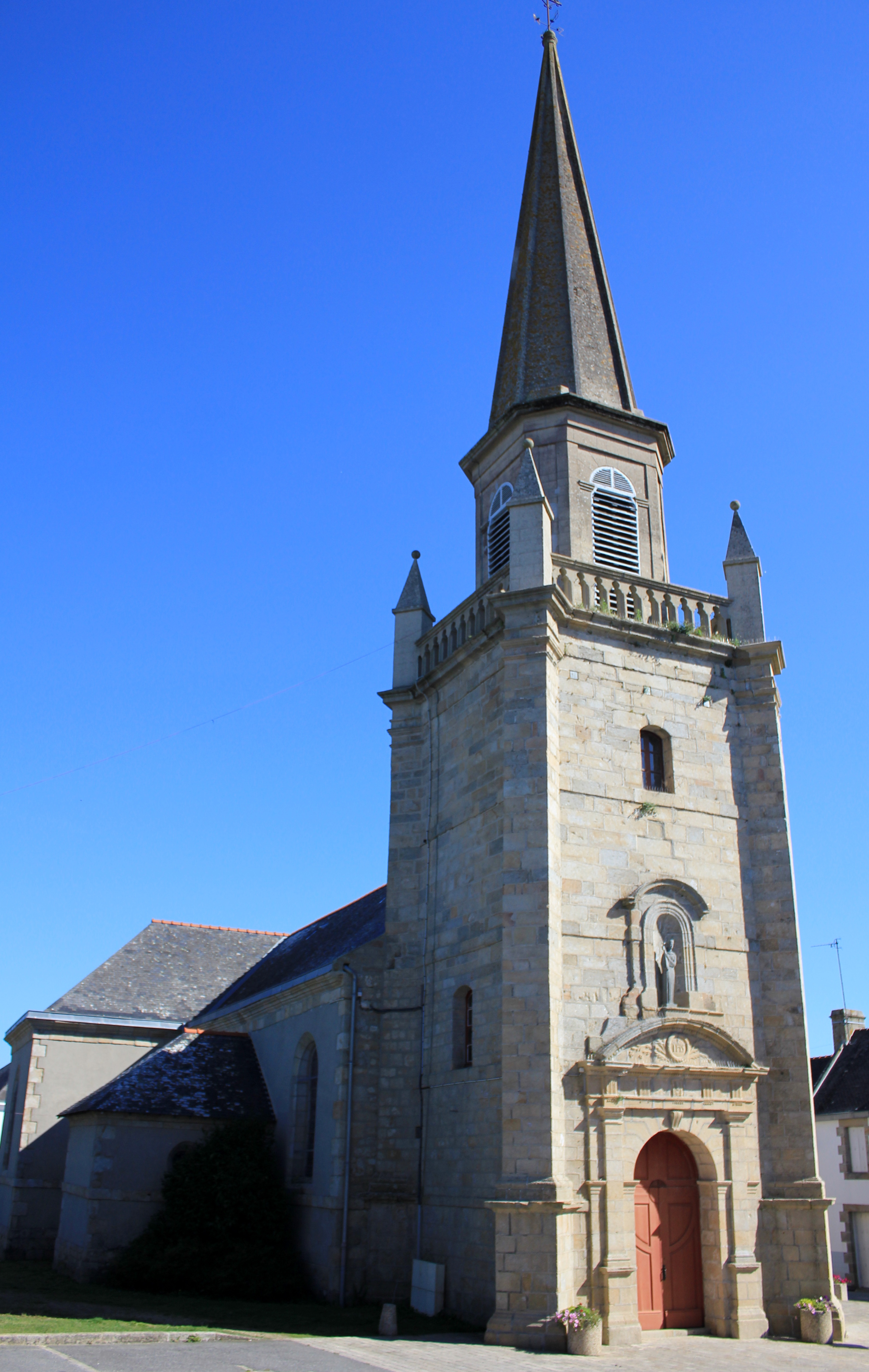
Pfarrkirche Sainte-Hélène

## Wirtschaft
Wie in anderen Anrainergemeinden der Ria d’Étel wird auch vor Sainte-Hélène Austernzucht betrieben.

## Verkehr
Die D158 verbindet Sainte-Hélène im Norden mit Nostang und der Schnellstraße N165 sowie im Süden mit Plouhinec und der D781 zu den Küstenorten.
Außerhalb des Schülerverkehrs und an Markttagen in Hennebont besteht kein öffentlicher Linienverkehr nach Sainte-Hélène. Die nächsten Bahnhöfe im Regionalverkehr liegen in Hennebont, Brandérion und Landévant, mit Fernverkehrsanschluss in Lorient und Auray. Der nächstgelegene Flughafen ist Lorient Bretagne Sud.